# 超☆汐留パラダイス!
『超☆汐留パラダイス!』（ちょうしおどめパラダイス!）は、日本テレビが毎年夏に（年度によっては冬も）開催していたイベント。会場は東京・汐留の日テレプラザ（日本テレビ敷地内）。2015年から2019年まで開催されていたが、2020年より開催休止となっている。

## 概要
日本テレビが本社を汐留に移転した翌年の2004年夏に『日テレジャンボリー』として始まり、以後『GO!SHIODOMEジャンボリー』を経て、2010年からスタートした夏イベント『汐博』。その『汐博』を前年の開催を最後に発展的終了し、リニューアルする形で2015年の夏から新たに始まったのがこの『超☆汐留パラダイス!（西暦）SUMMER』である。初年度（2015年）は7月25日から8月30日まで（プレオープンは7月24日）約37日間（プレオープンを含め38日間）に亘って行われた。
これまでの夏イベントと同様、本イベントにおいても『世界の果てまでイッテQ!』『ダウンタウンのガキの使いやあらへんで!』をはじめとする日テレの人気番組のブース・グッズ販売店・飲食店・ステージライブなどが開かれる。
入場料は無料だが、一部のアトラクションは有料。なお、開催期間中、毎年8月に放送される『24時間テレビ 「愛は地球を救う」』の関係上、「24時間テレビ」特設ブース（福祉車両の展示など）や専用募金箱が設置される。また、イベントの収益の一部は24時間テレビチャリティー事務局に寄附され、震災支援などに使用される。
また、アトラクション・ブースには期間限定のものある。
このイベントは前述の『24時間テレビ』と連動しているため、このイベントの最終日が『24時間テレビ』の2日目であり、同番組の放送終了をもってこのイベントも終了となる（初回の2015年は除く）。

### 冬のイベント
年度により、冬にも開催されることがある。2015年はタイトルを『聖☆汐留パラダイス! 2015 WINTER』として、12月21日から12月26日までの6日間にわたって開催された。また、2017年も『超☆汐留パラダイス!〜絶対に笑ってはいけない冬休み!!〜』と題して、12月22日〜12月29日の8日間にわたって開催された。

### 開催中止
2020年夏については、新型コロナウイルス感染症拡大の影響により、2021年夏は前述に加え東京オリンピック開催による警備上の問題と緊急事態宣言の発令に伴い、開催中止となった。2022年以降は他局の夏のイベントが再開されたものの、本イベントについては諸般の事情による局側の判断で、開催中止が続いている。

## 開催日程
| 年         | 季 | イベント正式名                                           | 開催期間                                           | プレオープン | 開催日数 （プレ含む） | 備考                            |
| ---------- | -- | -------------------------------------------------------- | -------------------------------------------------- | ------------ | --------------------- | ------------------------------- |
| 2015年     | 夏 | 『超☆汐留パラダイス! 2015SUMMER』                        | 7月25日 - 8月30日                                  | 7月24日      | 37（38）              | 一部アトラクションは8月23日まで |
| 2015年     | 冬 | 『聖☆汐留パラダイス! 2015WINTER』                        | 12月21日 - 12月26日                                | -            | 6                     |                                 |
| 2016年     | 夏 | 『超☆汐留パラダイス! 2016SUMMER』                        | 7月23日 - 8月28日                                  | -            | 37                    |                                 |
| 2017年     | 夏 | 『超☆汐留パラダイス! 2017SUMMER』                        | 7月22日 - 8月27日                                  | -            | 37                    |                                 |
| 2017年     | 冬 | 『超☆汐留パラダイス!〜絶対に笑ってはいけない冬休み!!〜』 | 12月22日 - 12月29日                                | -            | 8                     |                                 |
| 2018年     | 夏 | 『超☆汐留パラダイス! 2018SUMMER』                        | 7月27日 - 8月26日                                  | -            | 31                    |                                 |
| 2019年     | 夏 | 『超☆汐留パラダイス! 2019SUMMER』                        | 7月26日 - 8月25日                                  | -            | 31                    |                                 |
| 2020年以降 | -  | 新型コロナウイルス感染症拡大の影響等により開催休止       | 新型コロナウイルス感染症拡大の影響等により開催休止 | -            | 0                     | オンライン開催についても行わず  |

## 公式サポーター
- 2015年夏 - LinQ

## テーマ曲
- 2017年夏 - 東京パフォーマンスドール「Are you with me??」
- 2018年夏 - はちみつロケット「花火と漫画とチョコと雨」
- 2019年夏 - 夢みるアドレセンス「LOVE ME IN THE USA」

## 主なイベント
基本的には無料だが、一部有料のものもある。

### 2015 SUMMER
2F
- リアル脱出ゲーム×エヴァンゲリオン 第3新東京市からの脱出 〜あなたの作戦が、人類を救う〜[3]
- ZIP!deポン!桝先生とレッツ・ダンス?!（7月25日 - 8月23日）
- アンパンマンと遊ぼう!
- ママモコモ授乳室
- ふなっしーのふなふなふな日和
- シューイチ「まじっすか」中丸、家をつくる DIY展示（7月25日 - 8月9日）
- バトルガール ハイスクールフォトラリー（8月10日 - 8月23日）
- エヴァンゲリオンショップ
- ふわふわそらジロー
- 日テレ大時計

1F
- 笑点街（一部7月25日 - 8月23日）
- バケモノの子ステージ
- ダウンタウンのガキの使いやあらへんで!! 笑ってはいけないシリーズ 汐留バスツアー

B2F・ゼロスタ広場
- トロピカルビアガーデン&カフェ
- バケモノの子ビジョン
- ヒルナンデス!フード企画
- 高校生クイズ
- たべみ～る in かっぽうぎ
- ドラマ&映画ゾーン
  - 水曜ドラマ 花咲舞が黙ってない
  - 日曜ドラマ デスノート
  - 映画「俺物語!!」×アニメ「俺物語!!」
  - 映画「ヒロイン失格」
- 汐パラ無料ミニミニゲーム（7月25日 - 8月10日、8月3日 - 8月16日）
- ティップネス×ラグビーワールドカップ（8月11日 - 8月23日）
- スマート国勢調査2015（7月25日 - 8月2日）
- 24時間テレビ福祉車両展示（8月17日 - 8月23日）
- HAPPY SMILE!!さがそう!リクルートキャラ!
- 映画「アベンジャーズ/エイジ・オブ・ウルトロン」フィギュア展示（7月25日 - 8月16日）
- 映画「シンデレラ」DVD発売PR展示（7月25日 - 8月16日）
- ARASHI BLAST in Miyagi
- ダウンタウンのガキの使いやあらへんで!! 絶対に驚いてはいけない in 汐留
- ダウンタウンのガキの使いやあらへんで!! 絶対に笑ってはいけない汐留バスツアー待合室
- 世界の果てまでイッテQ!カブ祭りゲーム

#### バケモノの子ステージ
- アンパンマンダンスショー
- 夏のよしもとお笑い100選（吉本所属芸人によるお笑いライブ）
若手ネタバトルグランドスラム大会・優勝：エンドウコウキ
- 汐留ロコドル甲子園2015（ご当地アイドル選手権）
決勝大会・優勝：アイくるガールズ（福島県）
- Highdol（ハイドル）
- Highdol & UNIDOL（ユニドル）
- アナトーク!（日テレアナウンサーによるトークショー）
- アップアップガールズ（仮）（7月28日）
- 箱根駅伝スペシャルトークショー!（7月30日）
- P.IDL&friends×超☆汐留パラダイス！-2015SUMMER-（8月1日・2日）
  - 8月1日 - P.IDL、FES☆TIVE、ハニースパイス
  - 8月2日 - P.IDL、Chu-Z、神宿
- ダンス×演劇×J-POP 梅棒（8月2日）
- NEXT-ONE!〜Idol LIVE in 汐留（8月3日）- CANDY GO!GO!、アンダービースティー、メリアブーケ、Muze!!
- ラジオ日本「SUPER☆GiRLS宮崎理奈のナイスみやり!〜超☆汐留パラダイス スペシャル!〜」公開収録（8月5日）
- 俺物語!!頼りになるラジオ!!公開収録 in 超☆汐留パラダイス！-2015 SUMMER-（8月7日）
- 映画&アニメ『俺物語!!』スペシャルコラボレーションイベント in 超☆汐留パラダイス！-2015 SUMMER-（8月7日）
- 杉山優奈「かまってYO!ね」発売記念イベント（8月8日）
- lol live circuit 2015～fire!～（8月11日）
- デスノート イチゴBERRY特別ライブ!（8月13日）
- CUBERSジャック!（8月19日）
- 日テレ藤田アナの鉄道発見伝スペシャルライブ（8月22日）
- La PomPon with コナン君（8月23日）
- predia「満たしてアモーレ」発売記念イベント（8月24日）
- カラオケ戦隊声優ジャー～夏の最後の想い出SP～（8月26日）
- ビートルズスペシャル上映会「THE BEATLES "A HARD DAY'S NIGHT"」（8月27日）

### 2016 SUMMER
- ルドルフとイッパイアッテナステージ
- HiGH&LOW THE BASE
- ダウンタウンのガキの使いやあらへんで!! 絶対に笑ってはいけない汐留バスツアー
- 魔法の世界展〜ハリポタそしてファンタビへ〜[4]
- 汐留ロコドル甲子園2016（ご当地アイドル選手権）
決勝大会・優勝：Menkoiガールズ（群馬県）

### 2017 SUMMER
- 日テレ人気番組&映画ブース
- メアリと魔女の花ステージ
- 汐パラ☆ビア・カフェレストラン
  - そらジローカフェ
  - ビアカフェ
- 汐パラ☆ビア・カフェステージ

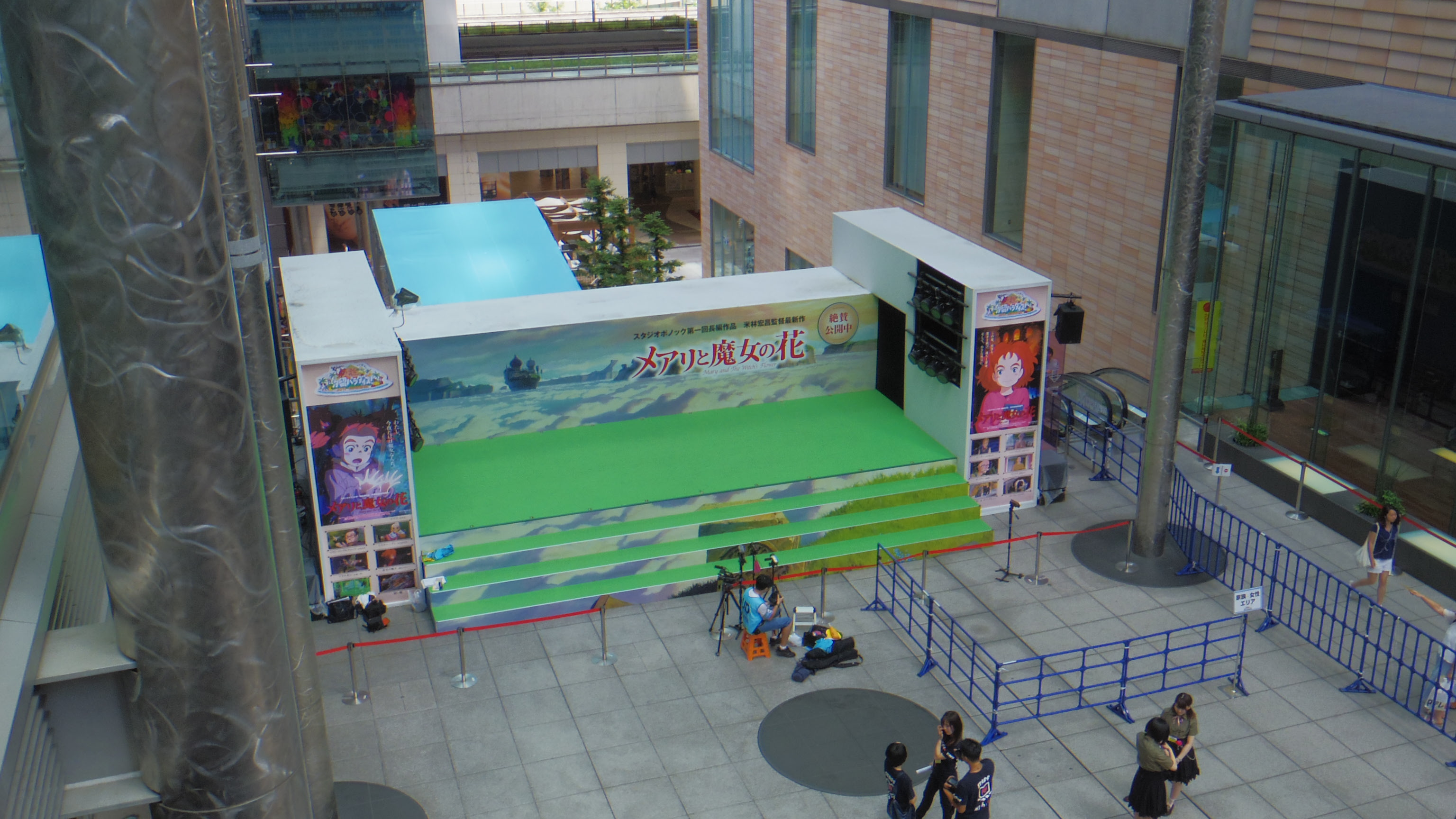
2017年に設置された「メアリと魔女の花」ステージ（2017年8月27日撮影）

- ダウンタウンのガキの使いやあらへんで!! 絶対に笑ってはいけない汐留バスツアー リアル運行![5]

#### メアリと魔女の花ステージ
- 汐留ロコドル甲子園2017（ご当地アイドル選手権）
決勝大会・優勝：フルーレット（滋賀県）
- BOYS AND MEN「帆を上げろ!」発売記念イベント（7月27日）[6]
- ヒロアカラジオ「オールマイトニッポン」公録ステージ（8月5日）[7]
- ライアン・ベンジャミンによる「ワンダーウーマン」ドローイングイベント（8月16日）[8]
- 純烈「愛でしばりたい」発売記念イベント（8月17日）[9]